# Neurocordulia molesta
Neurocordulia molesta – gatunek ważki z rodziny szklarkowatych (Corduliidae). Występuje na terenie Ameryki Północnej.